# Saïd El Kadaoui
Saïd El Kadaoui (Nador, Marroc, 25 de maig de 1975) és un escriptor, professor i psicòleg marroquino-català, resident a Barcelona.

## Biografia
Nascut al Marroc, als set anys s'instal·la a Catalunya. Es va llicenciar en psicologia, especialitzant-se en la salut mental en contextos de migració i identitat, així com adolescència i migració.
Com a escriptor, el 2008 va publicar la seva primera novel·la, Límites y Fronteras (Ed. Milenio, amb pròleg d'Ignasi Riera). El 2011 va publicar amb Ara Llibres el Cartes al meu fill, un català de soca-rel, gairebé. També col·labora amb diversos mitjans de comunicació, com Eldiario.es o El Periódico de Catalunya. La tardor de 2016 publica la novel·la No. El 2020 publica amb Enciclopèdia l'assaig Radical(s). Una reflexió sobre la identitat, on es planteja què suposa, sobretot per als fills dels immigrants, estar entre dues terres.